# Let's Go Together
《Let's Go Together》는 대구세계육상선수권대회의 주제곡이다.

## 개요
노래는 허각과 인순이가 블렀으며, 노래는 벅스에서 무료로 다운받을 수 있다. 노래작곡은 신명수가 했으며, 한국어 작사는 심현보가, 영어 작사는 J가 했다. 그리고 뮤직비디오는 한영호 감독이 제작하였다.